# ヒューマンライブラリー
ヒューマンライブラリー（human library）は、障がい者や社会的マイノリティを抱える人に対する偏見を減らし、相互理解を深めることを目的とした試み。「ヒューマンライブラリー」は、『人を本に見立てて読者に貸し出す図書館』という意味で、『読者（参加者）』と『本（障害者やマイノリティを持つ人）』とが一対一で対話をする。「リビングライブラリー」とも呼ばれる。
2000年にロスキルド・フェスティバルの一企画としてデンマークで行われたのが始まり。当初は「暴力廃絶」を目的としており、イベントのブースの一角として始まったのが最初。それ以降、北欧、北米、オーストラリアなどでも開催されるようになった。アジアでは日本以外にマレーシアやタイなどでも開催されている。2018年の時点で世界90か国以上でヒューマンライブラリーのイベントが開催されている。

## 貸し出される本の例
2010年11月28日、2011年12月11日に明治大学で行われたヒューマンライブラリー
- トランスジェンダー(性同一性障害者を含む)・同性愛者等、セクシュアルマイノリティ
- 薬物・アルコール・ギャンブル等、依存症からの回復者
- ホームレス
- 難民
- アルビノ当事者
- 高次脳機能障害者

2020年2月29日、2021年2月6日、2021年6月19日、2021年10月23日、2022年2月21日に横浜市中区で行われたヒューマンライブラリー
- ウイリアムズ症候群
- 脳性麻痺
- 双極性障害
- 大人の発達障害
- ディスレクシア

## 日本におけるヒューマンライブラリー
主催者（五十音順）
- 駒澤大学
- 獨協大学
- 明治大学
- 長崎外国語大学
- ヒューマンライブラリーNagasaki
- ブックオブ・りーふぐりーん
- 山手オープンタウン
- リビングライブラリージャパン